# Porcieu-Amblagnieu
Porcieu-Amblagnieu – miejscowość i gmina we Francji, w regionie Owernia-Rodan-Alpy, w departamencie Isère.
Według danych na rok 1990 gminę zamieszkiwało 1086 osób, a gęstość zaludnienia wynosiła 69 osób/km² (wśród 2880 gmin regionu Rodan-Alpy Porcieu-Amblagnieu plasuje się na 734. miejscu pod względem liczby ludności, natomiast pod względem powierzchni na miejscu 728.).